# Torfowisko Trzebielino
Torfowisko Trzebielino este o arie protejată (sit de importanță comunitară — SCI) din Polonia întinsă pe o suprafață de 99,87 ha, integral pe uscat.

## Localizare
Centrul sitului Torfowisko Trzebielino este situat la coordonatele 54°12′04″N 17°06′18″E / 54.201°N 17.105°E.

## Înființare
Situl Torfowisko Trzebielino a fost declarat sit de importanță comunitară în octombrie 2009 pentru a proteja un număr necunoscut de specii din flora spontană și fauna sălbatică aflate în arealul zonei.

## Biodiversitate
Situată în ecoregiunea continentală, aria protejată conține 3 habitate naturale: Turbării active, Păduri de fag Luzulo-Fagetum, Mlaștini împădurite.
La baza desemnării sitului se află un număr nedeclarat de specii protejate.